# Choristella tenera
Choristella tenera is een slakkensoort uit de familie van de Lepetellidae. De wetenschappelijke naam van de soort is voor het eerst geldig gepubliceerd in 1882 door A. E. Verrill.